# Psellidotus pictifrons
Psellidotus pictifrons är en tvåvingeart som först beskrevs av James 1979.  Psellidotus pictifrons ingår i släktet Psellidotus och familjen vapenflugor. Inga underarter finns listade i Catalogue of Life.